# Fântânele (Iași)
Fântânele es una comuna ubicada en el distrito de Iași, Rumania.

## Superficie
Cuenta con una superficie de 29,29 kilómetros cuadrados.

## Demografía
Hasta 2021 la población era de 1986 habitantes, con una densidad de población de 67,80 habitantes por kilómetro cuadrado.